# Маямбела, Михлали
Михлали Самсон Мабхути Маямбела (англ. Mihlali Samson Mabhuti Mayambela; род. 25 августа 1996, Кейптаун) — южноафриканский футболист, вингер лимасольского «Ариса» и национальной сборной ЮАР.

## Карьера

### «Кейптаун Олл Старс»
Воспитанник футбольной южноафриканской академии «Олд Мьютал Академи». Позже футболист также выступал за академии в таких южноафриканских клубах как «Орландо Пайретс» и «Кайзер Чифс». В ноябре 2014 года перешёл в южноафриканский клуб «Кейптаун Олл Старс», вместе с которым стал выступать в Первом дивизионе. Дебютировал за клуб 21 ноября 2014 года в матче против клуба «Убунту Кейптаун», выйдя на замену на 70 минуте. По итогу дебютного сезона вместе с клубом завершил чемпионат на итоговом пятом месте в турнирной таблице. На протяжении сезона выступал за клуб в роли игрока замены, выйдя на поле лишь в нескольких матчах. В новом сезоне продолжил выступать вместе с основной командой клуба, однако за первую половину чемпионата появился на поле лишь в 4 матчах, результативными действиями не отличившись.

### «Юргорден»

#### Сезон 2016
В январе 2016 года перешёл в шведский клуб «Юргорден». Позже также стало известно, что шведский клуб хотел подписать контракт с футболистом ещё в летнее трансферное окно 2015 года, однако из-за травмы переход состоялся только спустя пол года. Дебютировал за клуб 6 марта 2016 года в матче Кубка Швеции против клуба «Хаммарбю», выйдя на замену на 71 минуте. Дебютный матч в чемпионате сыграл 19 апреля 2016 года в матче против клуба «Хаммарбю», выйдя на замену на 82 минуте. Дебютным забитым голом за клуб отличился 24 августа 2016 года в матче Кубка Швеции против клуба «Смедбю АИС», также отличившись результативной передачей. Первым результативным действием за клуб в чемпионате отличился 26 сентября 2016 года в матче против клуба «Норрчёпинг», отдав голевую передачу. По итогу сезона вместе с клубом завершил чемпионат на итоговом восьмом месте. 

#### Аренда в «Дегерфорс»
В марте 2017 года на правах арендного соглашения присоединился к шведскому клубу «Дегерфорс», соглашение с которым было подписано до конца сезона. Дебютировал за клуб 2 апреля 2017 года в матче против клуба «Сюрианска», выйдя на поле в стартовом составе. Своим дебютным забитым голом за клуб отличился 27 мая 2017 года в матче против клуба ГАИС. В матче 2 сентября 2017 года  против клуба «Броммапойкарна» отличился дублем из голевых передач. По итогу сезона вместе с клубом завершил чемпионат на итоговом восьмом месте в турнирной таблице. На протяжении сезона выступал за клуб в роли одного из ключевых игроков, отличившись 7 забитыми голами и 4 голевыми передачами. По окончании срока арендного соглашения покинул клуб.

#### Аренда в «Браге»
В феврале 2018 года на правах арендного соглашения присоединился к шведскому клубу «Браге», соглашение с которым было заключено до конца сезона. Дебютировал за клуб 31 марта 2018 года в матче против клуба «АФК Эскильстуна», выйдя на замену на 75 минуте. Своим дебютным забитым голом за клуб отличился в своём следующем матче 9 апреля 2018 года в матче против клуба «Ефле». На протяжении первой половины сезона выступал за шведский клуб в роли одного из основных игроков, чередуя матчи в стартовом составе и со скамейки запасных, отличившись 2 забитыми голами и голевой передачей. В июне 2018 года покинул шведский клуб, расторгнув арендное соглашение, вернувшись назад в «Юргорден».

#### Аренда в «Фаренсе»
В июле 2018 года на правах арендного соглашения присоединился к португальскому клубу «Фаренсе», соглашение с которым было рассчитано до конца сезона с опцией возможного выкупа. Дебютировал за клуб 11 августа 2018 года в матче против клуба «Фамаликан», выйдя на замену на 59 минуте, также отличившись своей дебютной голевой передачей. Своим дебютным забитым голом за клуб отличился 2 сентября 2018 года в матче против клуба «Лейшойнш». По итогу сезона вместе с клубом завершил чемпионат на итоговом десятом месте в турнирной таблице. На протяжении сезона выступал за клуб в роли одного из ключевых игроков, отличившись 4 забитыми голами и 4 голевыми передачами в рамках чемпионата. 

### «Фаренсе»

#### Сезон 2019/20 (аренда в «Бней Иегуду»)
В июне 2019 года официально присоединился к португальскому «Фаренсе» за сумму порядка 100 тысяч евро. Первый матч в новом сезоне сыграл 27 июля 2019 года в рамках Кубка португальской лиги против клуба «Академика». Первый матч в чемпионате сыграл 10 августа 2019 года против клуба «Каза Пия», выйдя на поле в стартовом составе. Первым в сезоне забитым голом за клуб отличился 14 сентября 2019 года в матче против клуба «Вилафранкенсе». В январе 2020 года на правах арендного соглашения присоединился к израильскому клубу «Бней Иегуда». Дебютировал за клуб 2 февраля 2020 года в матче против иерусалимского «Бейтара». Дебютным забитым голом за клуб отличился 9 февраля 2020 года в матче против «Ашдода». По итогу сезона вместе с клубом завершил чемпионат на итоговом седьмом месте.

#### Аренда в «Академику» Коимбра
В начале нового сезона , вернувшись после аренды в «Фаренсе», пропустил первую половину чемпионата. В январе 2021 года на правах арендного соглашения присоединился к португальскому клубу «Академика», соглашение с которым было заключено до коцна сезона. Дебютировал за клуб 31 января 2021 года в матче против клуба «Академику де Визеу», выйдя на замену на 83 минуте. Дебютным забитым голом за клуб отличился 18 апреля 2021 года в матче против клуба «Каза Пия». По итогу сезона вместе с клубом завершил чемпионат на итоговом четвёртом месте в турнирной таблице. На протяжении сезона выступал за клуб в роли одного из основных игроков, отличившись 3 забитыми голами. По окончании срока арендного соглашения покинул португальский клуб.

#### Сезон 2021/22
В июне 2021 года присоединился к основной команде «Фаренсе»., вместе с которой приступил к подготовке к новому сезону. Первый матч в новом сезоне сыграл 24 июля 2021 года в рамках Кубка португальской лиги против клуба «Шавеш», выйдя на замену на 69 минуте. Первый матч в чемпионате сыграл 10 августа 2021 года против клуба «Лейшойнш», выйдя на замену на 69 минуте. Первым забитым голом за клуб в сезоне отличился 27 февраля 2022 года в матче против клуба «Вилафранкенсе». По итогу сезона вместе с клубом завершил чемпионат на итоговом одиннадцатом месте в турнирной таблице. На протяжении сезона выступал за португальский клуб в роли одного из основных игроков, отличившись 4 забитыми голами и 2 голевыми передачами во всех турнирах. По окончании сезона покинул клуб по окончании срока действия контракта.

### «Арис» Лимасол

#### Сезон 2022/23
В июне 2022 года на правах свободного агента присоединился к лимасольскому «Арису». В июле 2022 года вместе с клубом отправился на квалификационные матчи Лиги конференций УЕФА. Дебютировал за клуб 21 июля 2022 года в матче второго квалификационного раунда Лиги конференций УЕФА против азербайджанского клуба «Нефтчи», выйдя на поле в стартовом составе, также отличившись своей дебютной голевой передачей. По итогу ответной встречи 28 июля 2022 года бакинский «Нефтчи» оказался сильнее, пройдя в следующий раунд квалификаций еврокубкового турнира. Дебютный матч в чемпионате сыграл 28 августа 2022 года против клуба АЕЛ, выйдя на поле в стартовом составе, также отличившись своим дебютным забитым голом. По итогу основной части чемпионата вместе с клубом вышел в чемпионскую стадию. Вместе с клубом досрочно стал победителем чемпионата. На протяжении сезона выступал за клуб в роли одного из ключевых игроков, отличившись 4 забитыми голами и 3 голевыми передачами во всех турнирах.

#### Сезон 2023/24
Новый сезон начал с победы за Суперкубок Кипра, где в финале 21 июля 2023 года победили никосийскую «Омонию», отличившись забитым голом. В июле 2023 года вместе с клубом отправился на квалификационные матчи Лиги чемпионов УЕФА. В августе 2023 года продлил контракт с клубом до июля 2026 года. Первый матч в чемпионате сыграл 21 августа 2023 года против клуба АЕК, вйыдя на поле в стартовом составе. По итогу еврокубковых квалификаций вместе с клубом вышел на групповой этап Лига Европы УЕФА, победил в матчах плей-офф братиславский «Слован». Всего за время квалификаций отличился 3 забитыми голами и 2 голевыми передачами. Первый матч в рамках группового этапа Лиги Европы УЕФА сыграл 21 сентября 2023 года против чешской «Спарты». Своим первым забитым голом в чемпионате отличился 8 октября 2023 года в матче против клуба «Анортосис». По итогу группового этапа Лиги Европы УЕФА вместе с клубом занял последнее место и завершил своё выступление на еврокубковом турнире. По итогу сезона вместе с клубом завершил чемпионат на итоговом четвёртом месте.

#### Сезон 2024/25
Первый матч в новом сезоне сыграл 24 августа 2024 года против клуба «Кармиотисса», выйдя на поле в стартовом составе. Первым результативным действием за клуб в сезоне отличился 6 октября 2024 года в матче против никосийской «Омонии», отдав голевую передачу. Своим первым в сезоне забитым голом за клуб отличился 20 октября 2024 года в матче против клуба «Этникос». По итогу основной части чемпионата вместе с клубом вышел в чемпионский раунд за право на участие в еврокубковых турнирах. По итогу сезона вместе с клубом стал серебряным призёром чемпионата. На протяжении сезона выступал за клуб в роли одного из ключевых игроков, отличившись 5 забитыми голами и 6 голевыми передачами во всех турнирах.

## Международная карьера
В сентябре 2022 года футболист получил вызов в национальную сборную ЮАР. Дебютировал за сборную 24 сентября 2022 года в товарищеском матче против Сьерра-Леоне, где футболист также забил свой дебютный гол. В матче 28 марта 2023 года против сборной Либерии футболист забил победный гол и помог своей сборной квалифицироваться на Кубок африканских наций.
В январе 2024 года футболист вместе со сборной отправился на основной этап Кубка африканских наций. Первый матч на турнире футболист сыграл 16 января 2024 года против сборной Мали. По итогу группового этапа футболист вместе со сборной занял второе мест и вышел в раунд плей-офф. Вместе со сборной футболист завоевал бронзовые медали турнира, победив сборную Демократической Республики Конго в серии пенальти.

## Достижения
Клубные
«Арис» Лимасол
- Чемпион Кипра: 2022/23
- Обладатель Суперкубка Кипра: 2023

Сборная
- Бронзовый призёр Кубка африканских наций: 2023